# Miandoab
Miandoab este un oraș din Iran.